# Gunnar Jarring

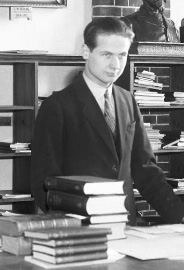
Gunnar Jarring (1933)

Gunnar Jarring (* 12. Oktober 1907 in Brunnby, Malmöhus län; † 29. Mai 2002) war ein schwedischer Diplomat und Turkologe.

## Leben
Gunnar Jarring studierte an der Universität Lund und erhielt dort 1933 seinen Ph.D. für seine Dissertation „Studien zu einer osttürkischen Lautlehre“. Er wurde nun im Bereich Turkologie an der Universität Lund tätig. Nachdem er damit die gesamten 1930er Jahre verbracht hatte, wurde er im schwedischen Außenministerium angestellt. 
1940 wurde er Attaché an der schwedischen Botschaft in Ankara. Während seiner weiteren diplomatischen Laufbahn bekleidete Jarring Posten in Teheran, Bagdad und Addis Abeba. 1948 wurde er schwedischer Botschafter in Indien. Von 1956 bis 1958 war er Schwedens Botschafter bei den Vereinten Nationen und saß in dieser Zeit von 1957 bis 1958 für Schweden im Sicherheitsrat. Von 1958 bis 1964 war Jarring Botschafter in den Vereinigten Staaten. Danach wurde er von 1964 bis 1973 Botschafter in der Sowjetunion.
Nach dem Sechstagekrieg im Jahr 1967 und der Verabschiedung der Resolution 242 des UN-Sicherheitsrates wurde Jarring von Generalsekretär U Thant zum Sondergesandten für den Nahen Osten ernannt. In dieser Funktion wurden ihm die Vorverhandlungen zur Umsetzung des US-amerikanischen Rogers-Plans anvertraut, den Israel ablehnte und der von Ägypten und Jordanien akzeptiert wurde. Sein Amt bekleidete er bis 1990. Ein nach ihm benanntes „Jarring-Papier“ sollte den Weg zum Frieden zwischen Israelis und Palästinensern ebnen. Erfolglose Verhandlungen hierüber zogen sich bis zum Jom-Kippur-Krieg 1973 hin.
Während seiner diplomatischen Karriere und nach deren Ende veröffentlichte Jarring immer wieder Arbeiten, die die Turksprachen zum Thema hatten. Seit 1981 war er korrespondierendes Mitglied der Bayerischen Akademie der Wissenschaften.